# Comme les grands
Pour l’article homonyme, voir Comme les grands (émission).
Pour plus de détails, voir Fiche technique et Distribution.
Comme les grands (No Greater Glory) est un film américain réalisé par Frank Borzage et sorti en 1934.
Il est adapté du roman hongrois à succès Les Garçons de la rue Paul (1906) de Ferenc Molnár.

## Synopsis
Après la Première Guerre mondiale, à Budapest, deux bandes de gamins s'opposent pour la possession d'un terrain vague. Les chefs respectifs, Boka et Feri Ats, conduisent leurs troupes militairement. Dans celle de Boka, Nemecsek, le fils d'un tailleur, fait tout pour être reconnu et monter en grade, mais son chef n'y prête pas attention. 
Un jour, Gereb, un des membres de la bande, trahit et permet à Feri Ats et à ses acolytes de s'emparer du drapeau des compagnons de Boka. Nemecsek voit là le moyen de se faire remarquer en tentant seul de reprendre le fanion. Mais ces jeux dangereux vont vite tourner au drame.

## Fiche technique
- Titre : Comme les grands
- Titre original : No Greater Glory (littéralement : « Pas de gloire plus grande »)
- Réalisation : Frank Borzage
- Scénario : Jo Swerling, d'après le roman de Ferenc Molnár : Les Garçons de la rue Paul (1906)
- Musique: R.H. Bassett, Louis Silvers (direction musicale)
- Photographie : Joseph H. August
- Son : Glen Rominger
- Montage : Viola Lawrence
- Société de production et de distribution : Columbia Pictures Corporation
- Pays d’origine : États-Unis
- Langue originale : anglais
- Format : noir et blanc - 35 mm - 1,37:1 - son : mono (Western Electric Noiseless Recording)
- Genre : drame
- Durée : 74 minutes
- Date de sortie :
  - États-Unis : 14 mars 1934

## Distribution
- George P. Breakston : Nemecsek
- Jimmy Butler : Boka
- Jackie Searl : Gereb
- Frankie Darro : Feri Ats
- Donald Haines : Csonakos
- Rolf Ernest : Ferdie Pasztor
- Julius Molnár : Henry Pasztor
- Wesley Giraud : Kolnay
- Beaudine Anderson : Csele
- Bruce Line : Richter
- Samuel S. Hinds : le père de Gereb
- Christian Rub
- Ralph Morgan : le père de Nemecsek
- Lois Wilson : la mère de Nemecsek
- Frank Reicher : le docteur
- Tom Ricketts

## Commentaires
« Comme les grands : oui pour les règles militaires, l'attachement au drapeau... Mais ce sont des enfants avec leur dureté et leur candeur, leur perspicacité et leur sensibilité, leurs attaques farouches et leur sens de la chevalerie, leur courage et leur naïveté si drôle. »

 Ce réquisitoire contre la guerre, à la fois terrible et dérisoire, reste une des œuvres majeures du cinéaste.